# Partido Organización Socialista de los Trabajadores
La Organización Socialista de los Trabajadores fue un partido político costarricense de orientación trotskista. Participó en las elecciones presidenciales de 1978 postulando a Carlos Alberto Coronado Vargas para presidente y a Alejandra Calderón Fournier (hija del expresidente Rafael Ángel Calderón Guardia) para diputada. El partido contendió separado de otras opciones de izquierda como la coalición Pueblo Unido y el Frente Popular Costarricense y no obtuvo diputados.